# N337 (België)
De N337 is een gewestweg in België tussen de plaatsen Brugge (R30) en Knesselare (N44/N461). De weg is ongeveer 16 kilometer lang en bestaat in zijn geheel uit twee rijstroken voor beide rijrichtingen samen.

## Plaatsen langs N337
- Brugge
- Assebroek
- Vliegend Paard
- Oedelem
- Driepikkel
- Knesselare

## N337a
De N337a is een korte verbindingsweg tussen de R30 en de N337 in Brugge. De weg gaat via de Generaal Lemanlaan en heeft een lengte van ongeveer 160 meter. Het verkeer dat vanaf de R30 de N337 op wil moet gebruik maken van deze route doordat het kruispunt van de R30 met de N337 ongeschikt is hiervoor.